# The Treatment (gruppo musicale)
The Treatment sono un gruppo musicale hard rock britannico, formatosi a Cambridge nel 2008.
Dopo il tour Medication for the Nation nel Regno Unito per promuovere l'album di debutto This Might Hurt, la band ha suonato in numerosi tour di artisti famosi, tra cui nel 2011 in supporto ad Alice Cooper, nel 2012 agli Steel Panther e sempre nello stesso anno ai Kiss e Mötley Crüe nel loro tour in Nordamerica. Nel 2012 la band ha suonato in supporto ai Thin Lizzy nel loro tour invernale.
Il 12 novembre 2013 è stato annunciato, attraverso la pagina ufficiale Facebook della band, l'addio del chitarrista Ben Brookland.
Il 23 novembre è stato comunicato il nome del nuovo chitarrista, Jake Pattinson, che accompagnerà la band durante il tour nel Regno Unito in supporto agli Airbourne.
Il 3 dicembre è stato distribuito il video musicale di I Bleed Rock+Roll il primo singolo estratto dal terzo album in studio Running with the Dogs, pubblicato il 3 febbraio 2014 dalla Spinefarm Records.
Il 29 marzo 2015 è stato annunciato via Facebook che il frontman Matt Jones avrebbe lasciato la band.

## Discografia

### Album in studio
- 2011 – This Might Hurt (V2 Records/Spinefarm Records)[11]
- 2014 – Running with the Dogs (Spinefarm Records)[12]
- 2016 – Generation Me
- 2019 – Power Crazy

### EP
- 2012 – Then & Again (V2 Records/Spinefarm Records)[13]
- 2014 – Running with the Dogs (Spinefarm Records)[14]

### Singoli
- 2011 – D***k, F**k, F***t
- 2011 – Departed
- 2011 – The Doctor
- 2011 – Nothing to Lose but Our Minds
- 2011 – Shake the Mountain
- 2014 – I Bleed Rock+Roll
- 2014 – Emergency
- 2014 – She's Too Much
- 2014 – Get the Party On
- 2014 – Running with the Dogs
- 2014 – The Outlaw
- 2015 – Cloud Across the Sun
- 2015 – Let It Begin
- 2015 – The Devil
- 2015 – Generation Me
- 2015 – Bloodsucker

## Formazione

### Formazione attuale
- Tom Rampton - voce (2017–presente)
- Tagore Grey - chitarra (2008–presente)
- Tao Grey - chitarra (2015–presente)
- Dhani Mansworth - batteria (2008–presente)
- Andy Milburn - basso (2020-presente)

### Ex componenti
- Ben Brookland - chitarra (2008-2013)
- Jake Pattinson - chitarra (2013–2014)
- Matt Jones - voce (2008–2015)
- Fabian Dammers - chitarra (2014–2015)
- Mitchel Emms - voce (2015–2017)
- Rick Newman "Swoggle" - basso (2008–2020)